# Francesco Zappa
Francesco Zappa (Milánó, 1717 – Hága, 1803. január 17.) olasz zeneszerző, csellóművész.
1717-ben született Milánóban. 1763–1764-ben az Egyesült Királyság-beli York hercegének a zenetanára volt. Hivatalának elvégezte után Hágába költözött, ahol 85-86 éves korában, 1803-ban elhunyt.

## Életműve
- Duettek:
  - 6 Szonáta hegedűre és csembalóra, Op. 6 (Párizs)
  - 6 Duó (hegedű - cselló vagy két hegedű) (Párizs)
  - Duó 2 csellóra, Sammlung Hausbibliothek
- Trió szonáták 2 hegedűre és basszus hangszerre:
  - 6 Trios (London, 1765), Opus 1 (The Hague, n.d.)
  - 6 Trios Opus 2 (London, ca. 1767)
  - 6 Trios Opus 3 (Paris, n.d.)
  - 6 Trios Opus 4 (London, n.d.)
  - 6 Sonates à deux Violons & Basse, (The Hague, n.d.), Sammlung Thulemeyer
- Egyéb művek:
  - 6 Szimfónia (Párizs)
  - 2 Románc hegedűre (The Hague)
  - Csellószonáta, Mus. ms. 23490, Berlin Stiftung Preußischer Kulturbesitz
  - Sinfonia con Violoncello obbligato No. 1 2 hegedű, brácsa, cselló, 2 oboa, 2 kürt, Ms., m. 5737, Sammlung Hausbibliothek
  - Quartetto Concertante  2 hegedűre, brácsára, csellóra -  "composta all Aya li 8 Liuglio 1788," Ms. m. 5740, Sammlung Hausbibliothek

## Emlékezete
Egy állítólagos leszármazottja, Frank Zappa (1940–1993) amerikai rockgitáros, komponista 1984-ben készítette el a Francesco Zappa című lemezt, ahol a 18. századi zeneszerző dalait adja elő synclavieren.